# Christopher McGowan
Christopher McGowan – kanadyjski paleontolog.

## Życie i działalność
Christopher McGowan urodził się i wychował w Anglii. W wieku siedmiu lat wykazywał zainteresowania naukowe i chciał zostać weterynarzem. Nie udało mu się jednak dostać do szkoły o tym kierunku, studiował więc na kursie licencjackim zoologię. Na ostatnim roku studiów zainteresował się skamielinami. Po studiach został nauczycielem ale zapisał się też na studia zaoczne na London University – wieczorami i w weekendy studiował zagadnienia związane z wymarłymi zwierzętami i przygotowywał doktorat z paleontologii. Po trzech latach otrzymał doktorat i wyemigrował z żoną i dwiema córkami do Kanady by podjąć pracę kuratora w Royal Ontario Museum w Toronto. W muzeum tym pracował przez 33 lata, gromadził szczątki dinozaurów i wymarłych zwierząt z całego świata sporo przy tym podróżując. Był też profesorem zoologii na Uniwersytecie w Ontario. Do jego zainteresowań należy też historia. Po przejściu na emeryturę poświęcił się pisaniu. Napisał ponad tuzin książek, głównie popularnonaukowych.

## Tłumaczenia prac na język polski
- Drapieżca i ofiara,  Poznań 2000, Dom wydawniczy Rebis, ISBN 83-7120-766-2 (The Raptor and the Lamb 1997)